# Lac des Vieilles Forges
Le lac des Vieilles Forges est un lac de retenue situé sur les communes de Harcy, Renwez, et Les Mazures dans le département français des Ardennes. Il est bordé de forêts, de prairies champêtres,  et dispose d'une base de loisirs sur les berges.

## Historique
Initialement, le lac des Vieilles-Forges est un étang sur le cours d'une rivière, la Faux. En 1927, la construction d'un barrage crée ce lac de retenue. En 1949, le barrage est agrandi et le lac atteint son niveau actuel. 
Il sert principalement à alimenter en eau le bassin de Whitaker, bassin inférieur de la centrale hydroélectrique de Revin Saint-Nicolas, et le bassin des Marquisades, bassin supérieur de la même centrale, sur la commune de Rocroi. Cette centrale de Revin remplit ces deux lacs-réservoirs lorsque la demande d'électricité est faible, par pompage, et les vide pour produire de l'électricité lorsque la demande est importante. Witacker est le nom d'un maître de forges installé en ces lieux au XVIe siècle, et tenant l'un des ateliers qui ont donné son nom à ce lac.

## Description
Le lac, entouré de forêt même si une promenade à pied est possible sur les berges, occupe une superficie d'environ 150 hectares, et dispose de près de 12 km de berges. Il est alimenté par de nombreux ruisseaux (ruisseaux de Faux, du Pont Gilles, du Fond de Falette, le Noir, rus de la Picarde et des Prises Pierret) et par des sources (Fontaine aux Charmes, Fontaine aux Vives Rus, etc.).

## Flore et faune
La présence de nombreuses espèces végétales rares peut être constatée sur ce site, dont plusieurs plantes à affinité montagnarde, rares en plaine. Trois sont protégées au niveau régional : la linaigrette vaginée, l'osmonde royale et le polystic des montagnes (Oreopteris limbosperma). Sept sont inscrites sur la liste rouge des végétaux menacés de Champagne-Ardenne : le comaret, la stellaire des marais, la prêle des bois, le cassis, l'utriculaire vulgaire (plante carnivore), et deux Potamogétonacées, le potamot à feuilles obtuses et le potamot des Alpes.
Parmi la faune vivant en ce lieu, il faut remarquer la diversité des oiseaux, la diversité des papillons de jour et de nuit, les libellules avec 13 espèces rares inscrites sur la liste rouge des insectes de Champagne-Ardenne, de nombreux batraciens et reptiles dont le triton alpestre et la vipère péliade.

## Activités
Une plage est accessible au bord du lac, ainsi qu'un club de voile (CVVFCM) et une base de loisirs gérée par le département des Ardennes.
Il y est possible de pratiquer voile, canoë, kayak, aviron, pêche, etc. sur ce lac. Des randonnées à gyropode Segway et un parc acrobatique en forêt sont également proposés.
Le motonautisme y est interdit.
Une réserve de pêche se situe sur la partie sud-est, et est délimitée par la route. La pêche en barque est autorisé, mais sans utilisation de moteur thermique. On trouve dans ses eaux des sandres, des carpes, des brochets, des gardons, des brèmes, des tanches, des silures et des perches.

## Événements sportifs
La forme longiligne du lac se prête aux compétitions nautiques. Le lieu a accueilli notamment, en de nombreuses reprises, le championnat de France de Triathlon. Une régate série « habitables transportables » est organisée tous les ans au mois de mai par le CVVFCM.
Tous les ans au mois de juillet a lieu une épreuve de nage en eau libre, "la Traversée du Lac des Vieilles Forges", comptant pour la Coupe de France.